# تپه صید محمد
تپه صید محمد مربوط به دوره تاریخی، احتمالاً عصر مفرغ است و در شهرستان ایلام، بخش مرکزی، دهستان میش خاص، روستای حسین‌آباد واقع شده است. این اثر در تاریخ ۳۰ دی ۱۳۸۵ با شمارهٔ ثبت ۱۶۹۵۳ به عنوان یکی از آثار ملی ایران به ثبت رسیده است.